# Матяшовський потік
Матяшовський потік (словац. Matiašovský potok) — річка в Словаччині, притока Ондави, протікає в окрузі Вранов-над-Теплою.
Довжина приблизно 5,8-5,9 км. Витік знаходиться в масиві Ондавська височина на висоті близько 300-305 метрів. Протікає територією сіл Жалобин і Ондавські Матяшовці..
Впадає в Ондаву на  висоті близько 120-122 метрів.